# Thiratoscirtus fuscorufescens
Thiratoscirtus fuscorufescens är en spindelart som beskrevs av Embrik Strand 1906. Thiratoscirtus fuscorufescens ingår i släktet Thiratoscirtus och familjen hoppspindlar. Inga underarter finns listade i Catalogue of Life.